# پیله‌های پرواز
پیله‌های پرواز یک مجموعه تلویزیونی محصول سال ۱۳۸۴–۱۳۸۳ به کارگردانی حسین سهیلی‌زاده، نویسندگی نسرین غزنوی‌راد و تهیه‌کنندگی جمشید شاه‌محمدی می‌باشد که از شبکه دو پخش شد. ساخت موسیقی متن این سریال بر عهده علیرضا شیرین‌فرد بوده و تیتراژ انتهایی را بهروز صفاریان ساخته است.

## خلاصه داستان
این مجموعه به داستان زندگی دختری به نام تارا می‌پردازد که به خاطر بروز برخی مشکلات از تهران به شمال کشور و نزد دایی خود می‌رود. دایی تارا در فومن به کار پرورش کرم ابریشم مشغول است و تارا به شغل دایی علاقه‌مند شده و در آنجا می‌ماند. خانواده تارا در تهران سعی می‌کنند او را بازگردانند، اما او ترجیح می‌دهد در شمال بماند و کار کشاورزی و دامداری را ادامه دهد…

## بازیگران و شخصیت‌ها
- بهنوش طباطبایی: تارا
- جمشید مشایخی: خلیل
- جمشید شاه‌محمدی: فروزش
- آرش تاج تهرانی: خسروی
- رامتین خداپناهی: سعید
- کاوه سماک‌باشی: نیما
- حسن جوهرچی: امین
- افسون افشار: روژا
- پیمان شریعتی: امیرحسین
- روشنک عجمیان: سمیه
- زهرا سعیدی: مادر نیما
- فریده سپاه‌منصور: مادر سعید
- عزت‌الله رمضانی‌فر: بشیر
- سروش خلیلی: پدر امین
- صفا آقاجانی: مادر روژا
- فریده دریامج: مادر امین
- هدایت‌الله سجادی: پدر نیما